# Iperide
(Iperide, Contro Dionda, 6)
Iperide, figlio di Glaucippo del demo di Collito (in greco antico: Ὑπερείδης?, Hyperéidēs; Atene, 390/389 o 389/388 a.C. – luogo controverso, 9 pianepsione 322 a.C.), è stato un oratore e politico ateniese, uno dei dieci oratori attici inclusi nel Canone alessandrino, che fu compilato nel III secolo a.C. da Aristofane di Bisanzio e da Aristarco di Samotracia.
Di famiglia benestante, entrò in politica da giovane, nel 362 a.C., distinguendosi per alcune azioni giudiziarie contro uomini politici molto in vista nell'Atene dell'epoca. Assunta una posizione di rilievo nel partito anti-macedone ateniese (guidato al tempo da Demostene e Licurgo), collaborò con questi nel formare una lega di Stati greci contro Filippo II; dopo la sconfitta subita da questa lega nella battaglia di Cheronea (338 a.C.), promosse un decreto con provvedimenti straordinari per salvare Atene da un eventuale assedio, tra cui la liberazione degli schiavi e la concessione della cittadinanza ai meteci che si fossero arruolati nell'esercito.
Negli anni seguenti, Iperide, pur continuando a militare tra gli antimacedoni, svolse prevalentemente l'attività di logografo, che aveva già intrapreso in precedenza. Nel 324 a.C., in occasione dello scandalo di Arpalo, Iperide si schierò contro Demostene, accusandolo di aver agito contro gli interessi di Atene perché corrotto e ottenendo che fosse dichiarato colpevole. Nel 323 a.C., alla morte di Alessandro Magno, Iperide e Leostene furono i principali promotori della guerra lamiaca, combattuta contro i Macedoni. Questo conflitto, dopo un iniziale avvio favorevole alla lega greca, vide la morte di Leostene e la disfatta della lega stessa: Demostene riuscì a suicidarsi, mentre Iperide, catturato pochi giorni dopo, fu fatto uccidere dal reggente Antipatro.
Definito da Piero Treves come "avvocato abile" e "parlatore elegante", ma "politico molto mediocre", e da Carl Schneider come "primo avvocato in senso stretto della storia", Iperide fu apprezzato più come oratore che come politico. Nell'antichità i pareri sulla sua eloquenza erano divergenti: la scuola di Rodi lo prese come modello; gli oratori romani, in particolare Marco Tullio Cicerone, ne ammirarono l'acumen; gli atticisti del II secolo d.C., però, condannarono aspramente la lingua da lui usata, un dialetto attico non puro, contenente alcuni elementi del sermo cotidianus e altri che testimoniavano il passaggio alla koinè ellenistica. Il giudizio di questi ultimi, in particolare di Ermogene di Tarso, pregiudicò la tradizione delle orazioni di Iperide: attualmente delle sue orazioni, sul cui numero, probabilmente 71, le fonti sono comunque discordi, solo otto sono in buona parte leggibili. Di queste, sei provengono da papiri egiziani non posteriori al III secolo d.C., mentre le altre due sono state rinvenute in un codice bizantino del IX/X secolo, facente parte del Palinsesto di Archimede.

## Biografia
La principale fonte riguardo alla vita di Iperide sono le Vite dei dieci oratori dello Pseudo-Plutarco: le informazioni che esse forniscono sono confermate nella maggior parte dei casi da altre fonti o da iscrizioni.

### Famiglia e data di nascita
Sebbene la Suda lo indichi, secondo quanto detto da autori classici non precisati, come figlio di Pitocle, è più probabile che suo padre fosse Glaucippo del demo di Collito, figlio di Dionisio, come attestato dallo Pseudo-Plutarco e da alcune iscrizioni. Sia Glaucippo sia Dionisio sono altrimenti sconosciuti; sembra che lo Pseudo-Plutarco abbia tratto il nome di Dionisio dal Sui monumenti di Diodoro Periegeta o dal Sui discepoli di Isocrate di Ermippo di Smirne.
È probabile che Iperide provenisse da una famiglia benestante, ma non si può escludere che abbia acquistato parte dei suoi cospicui beni grazie agli introiti che percepiva dalla sua attività di logografo: aveva ereditato dal padre una casa ad Atene e il possesso di una tomba di famiglia, ma possedeva anche una casa al Pireo e una vasta tenuta a Eleusi, prese in affitto per quattro anni (332/331 a.C.-329/328 a.C.) dei terreni nella piana di Riaria al prezzo di 619 medimni all'anno ed ebbe in appalto una miniera d'argento a Besa (probabilmente, infatti, non si tratta di un caso d'omonimia).
Sulla data di nascita di Iperide, a lungo controversa, sono presenti oggi due ipotesi abbastanza vicine, senza che tra i sostenitori delle due teorie si sia arrivato ad alcun accordo. In un'epigrafe Iperide compare tra i dieteti della tribù Egeide dell'anno 330/329 a.C. Visto che si diventava dieteti al compimento dei 59 anni, nel 1955 David Malcolm Lewis sostenne che Iperide nacque nel 389/388 a.C., e non, come aveva sostenuto Théodore Reinach nel 1892, nel 390/389 a.C. Lewis ricorda che gli Ateniesi avevano 42 classi di età: compiuti 18 anni si diventava efebi e si entrava nella prima classe, compiuti 59 anni si entrava nella quarantaduesima classe e si diventava dieteti. Nel 1977 Gianfranco Bartolini sostenne l'opinione di Lewis, mentre Mario Marzi nello stesso anno, e poi ancora David Whitehead nel 2000, quella di Reinach.

### Formazione e abitudini
Secondo vari autori antichi Iperide fu allievo, contemporaneamente a Licurgo, di Isocrate, dal quale derivò qualche tratto stilistico, e di Platone, da cui trasse spunto per qualche convinzione a riguardo dell'immortalità dell'anima.
Secondo numerose testimonianze antiche Iperide, sfruttando il patrimonio di famiglia e i suoi introiti da logografo (attività che esercitò per moltissimi anni, dato che l'orazione Contro Atenogene risulta posteriore al 330 a.C.), visse da gaudente: bevitore, amante dei pesci rari e costosi (secondo il commediografo Timocle era tanto goloso da arricchire i pescivendoli, e una possibile conferma di questa sua passione è ricavabile dal fatto che si recasse ogni mattina al mercato del pesce), giocatore d'azzardo (secondo il commediografo Filetero era un appassionato giocatore di dadi) e soprattutto amante delle donne, a tal punto che Alcifrone lo rimproverò di essere stato una sorta di patrono delle etere di Atene. Secondo Idomeneo di Lampsaco Iperide da giovane frequentò Frine, mentre da anziano mantenne contemporaneamente tre amanti: Mirrina nella sua casa di Atene, da dove aveva scacciato suo figlio Glaucippo, Aristagora nella sua casa del Pireo e Fila, che lui aveva riscattato per venti mine e aveva nominato sua amministratrice, nella sua tenuta di Eleusi. Queste informazioni di solito sono considerate vere dagli storici moderni, ma secondo Craig Cooper almeno quelle sulle relazioni sentimentali con Frine non sono affidabili, visto che Idomeneo probabilmente le dedusse indebitamente dalla Per Frine.
Ulrich von Wilamowitz-Moellendorff giudicò Iperide come un politico onesto, non molto ambizioso e nemmeno particolarmente perspicuo, ma patriota sincero nei momenti critici di Atene. Sembra infatti che Iperide godesse di buona fama tra i suoi concittadini ateniesi: Diodoro Siculo lo definisce come "il primo oratore per eloquenza e per opposizione ai Macedoni" e risulta che gli Ateniesi, nel 307 a.C. (quindici anni dopo la sua morte), gli abbiano eretto delle statue.

### Attività politica e diplomatica

#### Fino alla pace di Demade
Iperide entrò in politica da giovane, nel 362 a.C., anno in cui promosse una graphe (atto d'accusa), forse paranomon, contro un personaggio molto influente, Aristofonte di Azenia, da lui accusato nell'orazione Contro Aristofonte, andata perduta, di vessazioni ed estorsioni nei confronti degli abitanti di Ceo, isola che faceva parte della seconda lega delio-attica: Piero Treves vide in quest'azione a sostegno dei diritti degli alleati di Atene un influsso del pensiero di Isocrate. Aristofonte fu assolto per due soli voti, risultato che procurò una certa fama al giovane accusatore.
Poco dopo, probabilmente nel 361 a.C., Iperide partecipò all'accusa contro Autocle coll'orazione Contro Autocle, andata perduta, poiché colpevole secondo lui di non aver aiutato il principe tracio Miltocite nella sua rivolta contro Cotys I, azione questa che avrebbe potuto consolidare la posizione di Atene nel Chersoneso Tracico.

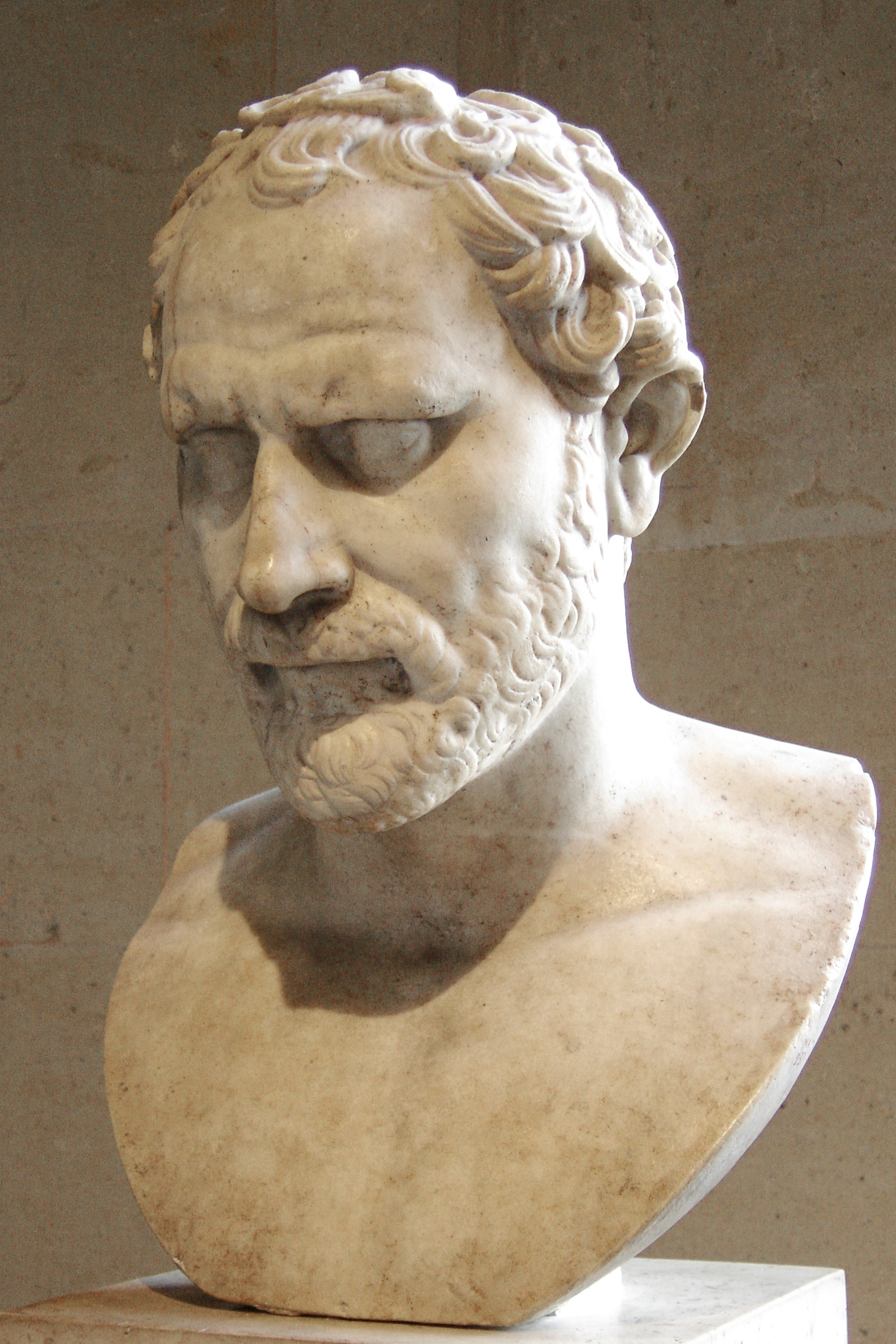
Demostene (busto romano al Museo del Louvre di Parigi ispirato a una statua di bronzo di Polieucto del 280 a.C. circa), il più importante tra gli antimacedoni ateniesi

Dopo questi due interventi nella vita pubblica cittadina, ai primi anni del governo di Eubulo corrispose un periodo di silenzio, durante il quale, per assenza sostanziale di fonti, non si può ricostruire ciò che accadde a Iperide. Dopo il 349 a.C., anno in cui Demostene pronunciò le sue Olintiache, Iperide ricomparve sulla scena politica di Atene: dopo aver accusato di tradimento un tale Diopite del demo di Sfetto, trierarca nel 349/348 a.C., promosse un'eisangelia contro il famoso Filocrate, un esponente del partito di Eubulo che nel 346 a.C. aveva concluso con Filippo II di Macedonia una pace svantaggiosa per Atene, e che veniva accusato da Demostene e da Iperide di essere stato corrotto dal re macedone. Filocrate, dopo la condanna preliminare pronunciata dall'Ecclesia, andò volontariamente in esilio senza attendere il verdetto finale e Iperide ebbe quindi la meglio, assumendo di conseguenza da questo momento in poi una posizione di rilievo nel partito antimacedone, che faceva capo a Demostene e si rifaceva alle sue idee. Iperide, in quanto ricco possidente, fu antimacedone non solo per convinzione personale, ma anche perché temeva i disordini che avrebbero potuto scaturire da una resa incondizionata di Atene ai Macedoni ed era contrario all'instaurazione di un'oligarchia, che sarebbe stata solo debolmente avversata dai filomacedoni.
Nel 343 a.C. gli abitanti di Delo, col fine ultimo e non ufficialmente dichiarato di ridiventare autonomi rispetto ad Atene, chiesero che gli Ateniesi restituissero loro l'amministrazione del fiorente santuario di Apollo posto sull'isola: la questione, religiosa ma con evidente significato politico, fu demandata al consiglio dell'anfizionia delfica, presieduta da Filippo II. L'avvocato dei Delii era Euticrate di Olinto, che aveva tradito la sua patria per conto di Filippo II, mentre il popolo ateniese scelse come proprio avvocato Eschine, gradito a Filippo II, il quale fu però rifiutato dall'Areopago che, con voto unanime, gli sostituì Iperide: questi, nonostante il tribunale gli fosse ostile, ottenne con la sua orazione Deliaco, andata perduta, che i privilegi di Atene fossero confermati.
Negli anni successivi ci fu una stretta collaborazione tra Demostene e Iperide, volta a creare un'alleanza di Stati greci in funzione antimacedone. Nel 341 a.C. Iperide riconciliò con Atene le isole di Chio coll'orazione Su Chio, andata perduta, e di Rodi coll'orazione Rodiaco, andata perduta, e fece da mediatore, coll'orazione Ai Tasii, andata perduta, tra Maronea e Taso, che si contendevano il possesso di Strime. Nella primavera del 340 a.C. Iperide inviò Focione in Eubea per liberare l'isola dai tiranni favorevoli a Filippo II e, per questa occasione, fornì due triremi a nome suo e di suo figlio Glaucippo e ne allestì altre 38 grazie a delle contribuzioni volontarie. In risposta Filippo II assediò Bisanzio, città che Demostene aveva convinto ad allearsi con Atene. Nel 339 a.C. la flotta delle 40 triremi salpò per l'Eubea; Iperide comandò in qualità di trierarco la trireme Andreia, da lui allestita. Nello stesso anno 339 a.C. Iperide, benché fosse esentato da altre liturgie perché aveva già esercitato la trierarchia, decise volontariamente di sobbarcarsi una coregia: dato che lo Pseudo-Plutarco afferma che Iperide ricevette dei sussidi dalla Persia per combattere Filippo II e considerato che forse questa trierarchia e questa coregia furono le uniche liturgie sostenute dalla famiglia di Iperide, è possibile che queste due liturgie siano stato pagate grazie al denaro persiano.
All'inizio del 338 a.C., durante la fase della quarta guerra sacra favorevole ad Atene e ai suoi alleati, Demomele e Iperide convennero nel proporre (anche se è più probabile che uno dei due abbia effettuato la proposta e l'altro si sia limitato a perfezionarla) che fosse conferita a Demostene una corona d'oro. Dopo l'attacco subito da parte di una graphe paranomon promossa da Dionda, questo decreto, che viene registrato, nonostante quanto sopra, come proposto dal solo Demomele, fu difeso da Iperide (orazione Contro Dionda) con tale successo che Dionda non ottenne nemmeno un quinto dei voti. Poiché il processo si sarebbe svolto solo molti anni dopo, tra il 334 e il 333 a.C., l'elaborazione della difesa, avvenuta tra il 336 e il 334 a.C., fu particolarmente lunga e consentì probabilmente a Iperide di collaborare con Demostene, come attestato dalle notevoli somiglianze tra il testo di Contro Dionda e quello di Sulla corona.
Nello stesso anno, però, Filippo II inflisse una gravissima sconfitta agli Ateniesi e ai Tebani nella battaglia di Cheronea, alla quale Iperide, in quanto buleuta, non partecipò, restando ad Atene come Licurgo. Dopo questa disfatta Iperide fece approvare un decreto contenente dei provvedimenti che avrebbero dovuto permettere ad Atene di resistere a un eventuale assedio da parte di Filippo II: le donne, i bambini e gli oggetti sacri furono trasferiti al Pireo e, secondo Treves con la speranza di sollevare contro Filippo ben 150 000 uomini, i membri della Boulé furono armati, gli atimoi riottennero i diritti civili, gli esuli furono richiamati ad Atene, i meteci e gli schiavi che si arruolarono nell'esercito ottennero la cittadinanza ateniese. Sempre come sintomo della ferma volontà di resistere fino all'ultimo al nemico, fu approvato un decreto riguardante il restauro delle mura del Pireo e furono rivolte richieste d'aiuto a numerose città e isole: Iperide in persona, ad esempio, si recò come ambasciatore nella piccolissima isola di Citno, ove recitò la sua orazione Citniaco, andata perduta.
Molti studi si sono concentrati sul valore di questo decreto: secondo alcuni avrebbe potuto avere importanti implicazioni sociali (Treves parlò di "proclamazione di una compiuta e universale libertà" e affermò che anticipava di vari secoli la Constitutio Antoniniana); secondo altri, considerato anche il fatto che probabilmente il decreto fu accantonato subito dopo la fine della guerra, si può affermare soltanto che Iperide temeva di più una resa incondizionata rispetto alla possibilità di turbamenti sociali.
La pace tra Atene e Filippo II fu conclusa nello stesso anno 338 a.C. dall'oratore filomacedone Demade, che sarebbe poi divenuto suo eponimo: Atene dovette cedere il Chersoneso Tracico a Filippo II e, all'inizio del 337 a.C., entrare nella lega di Corinto una volta sciolta la seconda lega delio-attica; in compenso, però, avrebbe acquisito l'Oropia, mantenuta la sua autonomia interna e sarebbe stata autorizzata a non consegnare la sua flotta da guerra. Poco tempo dopo Aristogitone promosse una graphe paranomon contro Iperide riguardo al suo decreto successivo alla battaglia di Cheronea, che violava varie leggi di Atene, ma Iperide si difese con successo coll'orazione Contro Aristogitone, andata perduta: stando a un frammento citato da Publio Rutilio Lupo, Iperide affermò che le armi dei Macedoni gli avevano impedito di vedere le leggi che aveva violato e che non era stato lui a proporre il decreto, bensì proprio la battaglia di Cheronea.

#### Dalla pace di Demade allo scandalo di Arpalo
Dopo Cheronea il partito antimacedone continuò a dominare Atene: Licurgo risanò le finanze dello Stato, Demostene ricostruì arsenali e fortificazioni, Iperide intentò processi contro i filomacedoni, che erano quindi gli avversari politici del suo partito, promuovendo in particolare nel 336 a.C., a due anni di distanza dalla battaglia, due graphe paranomon, l'uno coll'orazione Contro Demade, andata perduta, contro Demade, che aveva proposto di conferire la prossenia, un titolo onorifico, a Euticrate di Olinto, che aveva tradito la sua città per conto di Filippo II, l'altro coll'orazione Contro Filippide contro Filippide, che aveva proposto di conferire una corona a dei proedri che avevano fatto votare all'Ecclesia dei decreti onorifici in favore di alcuni Macedoni.
Dopo che, nello stesso anno, Filippo II fu assassinato da Pausania di Orestide, gli succedette il figlio Alessandro Magno. Nel 335 a.C. si diffuse una diceria secondo la quale Alessandro era morto combattendo in Illiria, e così Tebe insorse contro la guarnigione macedone presente in città, circondandola.
Alessandro, partendo da Pelion, raggiunse velocemente Tebe, la conquistò e la rase al suolo; si diresse quindi ad Atene, città che aveva promesso a Tebe degli aiuti, chiedendo ai suoi cittadini la consegna di alcuni oratori antimacedoni. Anche se la maggior parte degli storici moderni concorda riguardo all'esclusione di Iperide dalla lista, altri, come Livia De Martinis, hanno sostenuto che ne fosse parte: in particolare, Raphael Sealey è arrivato a proporre una sua lista di nove oratori antimacedoni, comprendente, oltre a Iperide, Demostene, Licurgo, Polieucto, Efialte, Caridemo, Carete, Iperide, Diotimo, Merocle. Si sa, comunque, che Iperide si oppose alla consegna degli oratori, cui, alla fine, rinunciò lo stesso Alessandro, non volendo perdere l'appoggio di Atene in vista della sua campagna contro l'Impero persiano.
Sui nomi degli oratori di cui Alessandro chiese la consegna le fonti antiche sono in disaccordo:
- Arriano ricorda 10 oratori, cioè Demostene, Licurgo, Iperide, Polieucto, Carete, Caridemo, Efialte, Diotimo e Merocle;[83]
- la Suda arriva a 11 oratori, togliendo, rispetto ad Arriano, Merocle, e aggiungendo Patrocle, Trasibulo e Cassandro;[84]
- Plutarco nella Vita di Focione parla di Demostene, Licurgo, Iperide, Caridemo e di altri non precisati,[85] mentre nella Vita di Demostene arriva a 8 oratori, togliendo, rispetto ad Arriano, Carete, Diotimo e Iperide, e aggiungendo Callistene e Demone;
- Idomeneo di Lampsaco e Duride di Samo riportavano una lista di 10 oratori, ma, secondo Plutarco che riporta questa attestazione nei propri scritti, essi si erano basati su fonti meno numerose e meno accreditate delle sue, con la conseguenza che secondo lui il loro dato fosse meno attendibile del suo (le cui fonti, comunque, non ci sono note);[86]
- Diodoro Siculo parla di 10 oratori, ma tra questi nomina solo Demostene e Licurgo.[87]

Anche dopo la partenza di Alessandro, Demostene e Iperide continuarono a opporsi ai Macedoni, per esempio cercando coll'orazione Sulle triremi, andata perduta, di far sì che non fossero date ad Alessandro le venti triremi chieste ad Atene. In questi anni, però, Demostene cominciò ad adottare una politica più prudente, non apertamente ostile ai Macedoni, mentre Iperide continuò a sostenere un'opposizione senza riserve, anche coll'uso delle armi, e finendo forse, a causa del suo estremismo, per emarginarsi. È improbabile l'ipotesi che questa frattura nel partito antimacedone sia avvenuta prima del 334 a.C., alla luce della già citata collaborazione tra Iperide e Demostene nell'accusa contro Dionda e di Eschine, condotta in parallelo da entrambi.
Nel 332 a.C. si oppose allo scioglimento dell'esercito mercenario di Carete accampato presso capo Tenaro, dato che avrebbe potuto essere utile contro i Macedoni, coll'orazione Per Carete, sull'esercito mercenario al Tenaro, andata perduta. Inoltre, in questo periodo parlò contro alcune rimostranze della regina madre di Macedonia Olimpiade e cercò di far revocare i privilegi concessi al defunto Eubulo e ai suoi discendenti coll'orazione Sui privilegi di Eubulo, andata perduta. I successi di Alessandro in Oriente, però, rendevano difficile organizzare un'efficace opposizione ai Macedoni, e così Iperide dovette dare la priorità alla logografia, con orazioni (Per Licofrone, Per Euxenippo e Contro Atenogene) in cui si notano comunque delle venature antimacedoni. Nel 332 a.C. Iperide fu impegnato anche nella difesa dell'atleta Callippo, accusato dagli Elei di aver vinto la gara di pentathlon alle Olimpiadi con la corruzione: la colpevolezza di Callippo era così evidente che, come attestato da Pausania il Periegeta (in opposizione con lo Pseudo-Plutarco, che in tal frangente ha decisamente torto), Iperide, coll'orazione Per Callippo, contro gli Elei, andata perduta, non riuscì a vincere la causa e gli Ateniesi dovettero pagare una multa.
Nel 324 a.C. Iperide sostenne coll'orazione Sull'avamposto contro gli Etruschi, andata perduta, la necessità di fondare una colonia all'imbocco del mare Adriatico per migliorare gli approvvigionamenti cerealicoli della città, che era vittima di una carestia provocata da alcuni anni di cattivi raccolti e dal fatto che il grano del mar Nero era stato requisito dall'esercito di Alessandro.

#### Scandalo di Arpalo
Nel 324 a.C. Arpalo, tesoriere di Alessandro, si rifugiò ad Atene, offrendo ai politici antimacedoni della città, in cambio della garanzia di non essere consegnato agli inviati di Alessandro, l'immenso tesoro che aveva sottratto dalle casse del re e le navi che aveva portato con sé e coi mercanti che lo accompagnavano. Iperide, come molti altri, sarebbe stato disposto a trattare, pur di ricominciare a combattere i Macedoni, ma Demostene si dichiarò contrario e fece in modo che Arpalo fosse respinto: quando, qualche mese dopo, Arpalo fu accolto ad Atene come supplice, Demostene lo fece arrestare e fece trasportare il suo oro sull'acropoli, intenzionato a consegnare tutto ciò ad Alessandro. Una notte, poco tempo prima che Arpalo fuggisse da Atene, metà dell'oro sequestrato scomparve misteriosamente, senza che la cittadinanza venisse informata di questo furto da parte di Demostene.
Immediatamente i filomacedoni e gli antimacedoni si coalizzarono contro Demostene, che, accusato del furto dell'oro, chiese un'indagine da parte dell'Areopago, durata diversi mesi e conclusasi col riconoscimento della colpevolezza di tutti gli indagati, Demostene compreso. All'inizio del 323 a.C. cominciarono i processi, condotti da dieci pubblici accusatori: in particolare, Iperide (l'unico oratore rimasto incorrotto, secondo lo Pseudo-Plutarco, che a livello di questa informazione viene contraddetto dal poco attendibile commediografo Timocle) si accanì con grande veemenza contro l'ex compagno di partito (orazione Contro Demostene). Lo Pseudo-Luciano giudicò negativamente questo comportamento di Iperide, etichettato come "odioso adulatore del popolo", poiché ipotizzava che avesse deciso di calunniare Demostene col solo fine di sostituirlo nella direzione del fronte antimacedone. Iperide, invece, sosteneva di attaccare giustamente Demostene, il quale, non sostenendo l'insurrezione di Tebe nel 335 a.C. e quella di Agide III nel 331 a.C. e facendo imprigionare Arpalo, avrebbe subdolamente favorito gli interessi dei Macedoni, cedendo alla sua insaziabile avidità di denaro. Demostene, non potendo pagare la multa di 50 talenti inflittagli dai giudici, fu incarcerato, ma poco tempo dopo fuggì a Trezene.
Poiché Licurgo era morto nel 324 a.C. e Demostene era fuggito, Iperide acquisì una potenza molto maggiore, divenendo capo del partito antimacedone. Quando però Menesecmo, nemico giurato del politico recentemente scomparso, denunciò i suoi figli per un ammanco nell'erario dovuto, secondo lui, al loro defunto padre, la difesa di Iperide, che scrisse per l'occasione l'orazione Per i figli di Licurgo, andata perduta, non fu sufficiente a evitare che gli imputati fossero incarcerati, con la conseguenza che Demostene dovette mandare agli Ateniesi una lettera di protesta che li indusse a revocare la sentenza.

#### Guerra lamiaca
La principale preoccupazione di Iperide fu la lotta armata ai Macedoni: in essa fu aiutato da Leostene, il quale, su mandato del governo ateniese, avviò trattative segrete cogli Etoli e pagò 50 talenti a un gruppo di mercenari di stanza a capo Tenaro, coi quali era in contatto e che avrebbe poi rifornito anche di armi. Quando, nel giugno del 323 a.C., Alessandro morì improvvisamente a Babilonia, Leostene e Iperide, dopo aver consultato dei testimoni oculari, ottennero il consenso del popolo per una guerra contro la Macedonia, che fu detta lamiaca: Leostene procurò vari alleati nella Grecia centrale e settentrionale, Iperide ottenne delle adesioni nel Peloponneso e Demostene garantì spontaneamente il suo sostegno, con la conseguenza che fu richiamato dall'esilio.
La guerra, inizialmente favorevole ad Atene, subì una svolta negativa quando, durante l'assedio di Lamia, Leostene fu ucciso. In onore dei caduti del primo anno di guerra, in particolare di Leostene, nel 322 a.C. Iperide pronunciò su incarico degli Ateniesi una famosa orazione funebre, che può essere definita "l'ultima voce dell'indipendenza ellenica": senza l'abile guida di Leostene, la guerra lamiaca volse rapidamente a favore dei Macedoni di Antipatro, che nello stesso anno ricevettero dei rinforzi dall'Asia e sconfissero gli Ateniesi nelle battaglie di Amorgo e di Crannone, ponendo fine alla guerra.

### Processo di Frine

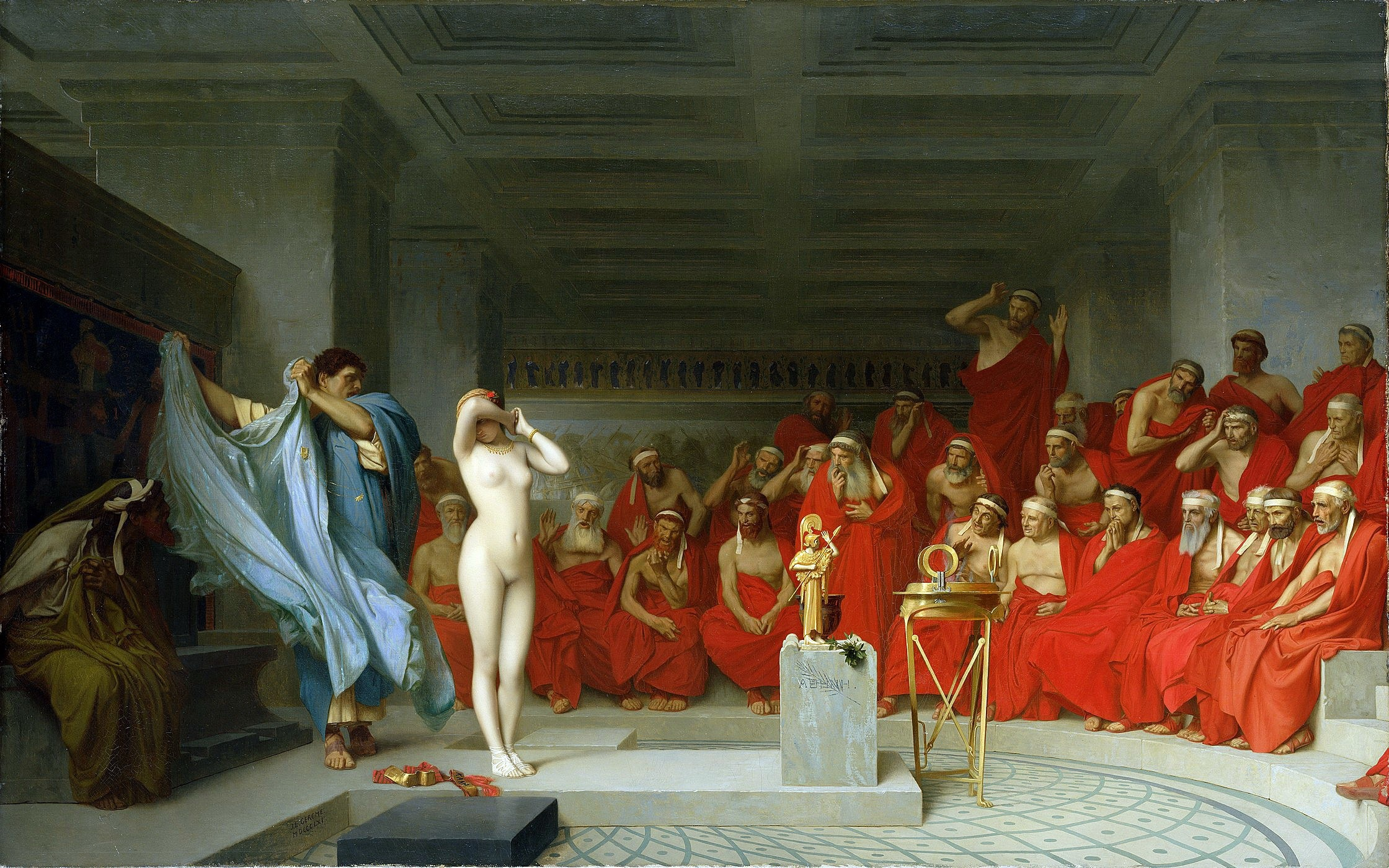
Il processo di Frine, olio su tela di Jean-Léon Gérôme (1861)

In un anno non determinato, ma con grande probabilità posteriore al 350 a.C., Eutia, facendo uso di un'orazione scritta da Anassimene di Lampsaco, accusò Frine, un'etera che era stata amante di Iperide (perlomeno secondo quanto afferma Iperide stesso), di empietà, crimine che comportava la pena capitale. Il celebre avvocato ateniese difese personalmente l'etera, componendo per l'occasione una delle sue orazioni più famose nell'antichità, la Per Frine.
Sotto le accuse formulate, poco consistenti dal punto di vista strettamente giuridico, era probabilmente celato il malcontento degli Ateniesi più tradizionalisti per il comportamento esibizionistico e sfrontato di Frine, per le straordinarie ricchezze che aveva intanto accumulato e per il suo sfrontato antimacedonismo, affine a quello di Iperide. Si può poi ipotizzare che il processo, forse legato anche a una personale ostilità tra Iperide ed Eutia, accusato dal primo di essere un sicofante, avesse un'importanza soprattutto politica, e specie che i nemici di Iperide, filomacedoni o antimacedoni moderati, volessero peggiorare la sua posizione agli occhi della popolazione, attaccando giuridicamente una persona a lui strettamente legata.
Certamente Frine si comportò durante il processo in modo tale da cercare di portare i giudici dalla parte della difesa, come attestato da un frammento databile poco dopo il 290 a.C. e attribuito a Posidippo, contemporaneo del processo, in cui si riporta che Frine supplicò i giudici a uno a uno, prendendo loro la mano destra e piangendo. In seguito, sebbene non ci siano scritti anteriori all'età ellenistica e romana che attestino un fatto del genere, emerse secondo tre diverse tradizioni una versione dei fatti secondo la quale la difesa (o nella persona dell'accusata, o nella persona di Iperide) non si limitò a questo atto, arrivando a svelare o il seno di Frine o persino il suo intero corpo.
Tale episodio, divenuto proverbiale nelle antiche scuole retoriche, venne ritenuto credibile da Antony Raubitschek, Antonio Farina e Florence Gherchanoc, che sottolineano come realisticamente i giudici possano essersi sentiti intimoriti dalla bellezza di Frine, definita da Ateneo "sacerdotessa di Afrodite" e capace quindi, in quanto simile a una ierofania, di suscitare una sorta di "terrore sacro". Poiché questa reazione era realistica, Ermippo, sfruttando l'opinione comune che il denudamento fosse avvenuto e le leggende che circolavano al tempo sulla bellezza di Frine, arrivò fino al punto di inventarsi che i giudici abbiano assolto Frine. Eleonora Cavallini non esclude poi che le parole di Posidippo, per quanto non indichino esplicitamente il fatto, possano contenere un'allusione allo stesso, enfatizzata dagli autori successivi in virtù della fama del personaggio.
In virtù della discordanza tra le fonti e del fatto che Posidippo, in sua analisi, non faccia menzione dell'episodio, Ludwig Radermacher, basandosi sul Sui demagoghi di Idomeneo, fu invece il primo a sostenere l'inesistenza del fatto. In particolare, secondo Jerzy Kowalski la scelta di far passare un gesto di pentimento di Frine per una provocazione sarebbe stata effettuata per la poca stima che avevano i filosofi per i retori e secondo Craig Cooper persino con la precisa volontà da parte di Idomeneo di screditare Iperide, creando una frase volutamente ambivalente e facendolo così rientrare nello stereotipo del demagogo ateniese.

### Cattura da parte di Antipatro e morte
Gli Ateniesi, abbandonati dai loro alleati, accettarono di sottoscrivere una resa senza condizioni e di condannare in contumacia, su proposta di Demade, gli oratori antimacedoni di cui Antipatro chiedeva la consegna ma che si erano già allontanati dalla città, ritenuti meritevoli della pena capitale in quanto traditori della patria. Venuto a sapere della condanna, Demostene si avvelenò nel santuario di Poseidone a Calauria, mentre Iperide sarebbe stato catturato dopo pochi giorni da Archia, cui era stato ordinato da Antipatro di inseguire i fuggitivi, per venire poi ucciso in circostanze a riguardo delle quali le fonti antiche concordano, compreso lo Pseudo-Luciano ma escluso il primo dei tre resoconti riportati dallo Pseudo-Plutarco, solo sul fatto che Antipatro gli mozzò la lingua.
Lo Pseudo-Plutarco riporta vari resoconti della morte di Iperide: 
- il primo lo dà per catturato a Egina all'interno di un tempio di Poseidone (elemento dovuto a un equivoco con la vicenda di Demostene[113]) mentre si aggrappava alla statua del dio, sarebbe stato condotto a Corinto da Antipatro, si sarebbe mangiato la lingua per non rivelare alcun segreto di Stato e sarebbe morto, seviziato con atroci torture, il 9 pianepsione;[2]
- il secondo, tratto dagli scritti di Ermippo di Smirne, afferma che sarebbe stato condotto in Macedonia, ucciso e lasciato insepolto, e il suo corpo sarebbe stato poi recuperato, grazie alla mediazione del medico Filopite, da Alfinoo (secondo alcuni nipote abiatico di Iperide tramite il figlio Glaucippo, secondo altri nipote di Iperide da parte di fratelli o sorelle oppure suo cugino: al momento non è possibile verificare l'esatta parentela, anche se sembra improbabile che Iperide a 68 anni potesse già avere un nipote abiatico adulto[140]), che l'avrebbe cremato e ne avrebbe riportate le ossa ad Atene nonostante i decreti degli Ateniesi e dei Macedoni che ne impedivano la sepoltura in patria;[141]
- il terzo, tratto dagli scritti di Eliodoro, riferisce che era stato condotto a Cleone e ucciso, e le sue ossa sarebbero state seppellite dai suoi famigliari nella tomba di famiglia, presso la porta dei Cavalieri.[141]

Plutarco afferma che fu catturato nel santuario di Eaco a Egina, fu ucciso a Cleone e il suo corpo fu recuperato dal figlio Glaucippo, che lo seppellì nella tomba di famiglia, mentre la Suda concorda sulla seconda affermazione ma riporta un luogo diverso per quanto concerne la cattura, che sarebbe avvenuta nel tempio di Demetra a Ermione.
Lorenzo Braccesi ha paragonato la fine di Iperide, ucciso e mutilato per volere di Antipatro per essersi opposto ai Macedoni, a quella incontrata in seguito da Cicerone, ucciso e mutilato per volere di Marco Antonio, irritato dalle Filippiche che Cicerone aveva pronunciato contro di lui.

## Iconografia

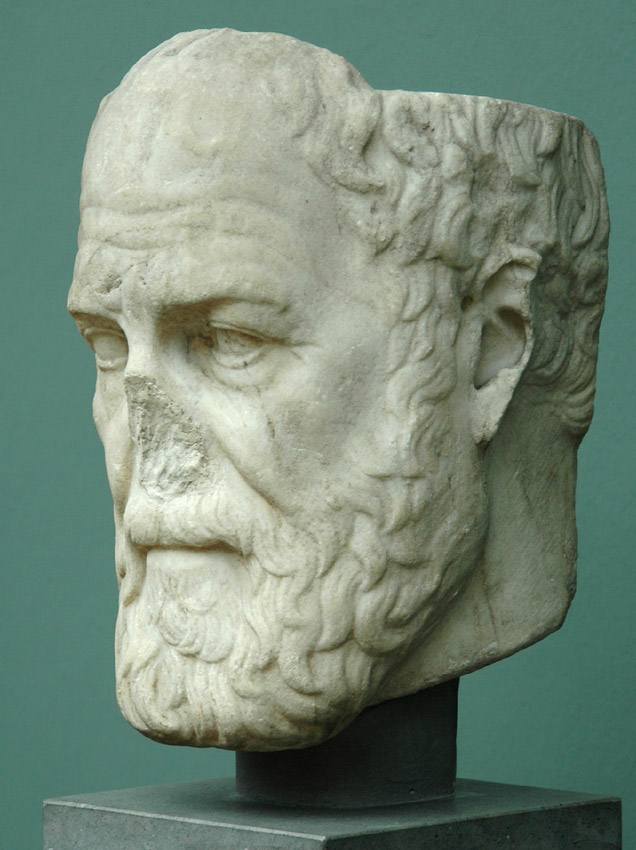
Copia di un'erma greca (secondo Frederik Poulsen l'originale è l'erma bifronte inv. 3892 conservata nel Museo Antoine-Vivenel di Compiègne, che a suo parere raffigura Iperide) conservata alla Ny Carlsberg Glyptotek a Copenaghen (inv. 422)

Anche se di Iperide non sono pervenute descrizioni fisiche, alcune fonti attestano che, sebbene non sia giunto ai nostri giorni alcun reperto che ne raffiguri con certezza d'attestazione le sembianze, ne siano esistite statue nell'antichità.
- La prima attestazione è fornita da una base di statua andata perduta, un tempo conservata alla Villa Celimontana di Roma, che riportava l'iscrizione, databile tra l'età ellenistica e l'età imperiale, "Iperide oratore/Zeussiade realizzò" (in greco antico: Ὑπερίδης ῥήτωρ/Ζευξιάδης ἐποίει?, Hyperídēs rétōr/Zeuxiádēs epóiei): Zeussiade, scultore menzionato da Plinio il Vecchio, visse alla fine del IV secolo a.C.
- La seconda è che il papiro di Ossirinco 1800 (fram. 8, col. 2) afferma che, perlomeno secondo una possibile interpretazione, nel 307 a.C. gli Ateniesi, liberatisi da Demetrio I Poliorcete, eressero delle statue a Iperide.

Secondo alcuni studiosi, ne sarebbe invece sopravvissuta una raffigurazione: nel 1913 Frederik Poulsen, osservando l'erma bifronte (ossia con un volto maschile e uno femminile) nº 3892 del Museo Antoine-Vivenel di Compiègne, indicò infatti come ritratto di Iperide la figura maschile, e come ritratto di Frine scolpito da Prassitele la figura femminile, che versava però in cattivo stato di conservazione. Poulsen individuò poi cinque repliche del volto maschile, dapprima in tre teste conservate rispettivamente alla Ny Carlsberg Glyptotek di Copenaghen (nº 422), al Museo Torlonia di Roma (nº 30, attribuita da altri a Lisia) e al Kunsthistorisches Museum di Vienna (attribuita da altri a Platone), e poi, nel 1921, in due teste conservate l'una al Museo nazionale danese di Copenaghen (inv. 8011) e l'altra al Museo archeologico nazionale di Firenze (inv. 89041).
Nel 1935 giunsero due pareri discordanti e autorevoli sulla ricostruzione di Poulsen: Eduard Schmidt sostenne l'ipotesi di Poulsen, mentre J. F. Crome vide nell'erma di Compiègne Aristippo e sua figlia Arete. Nel 1970 Eva Minakaran-Hiesgen osservò che l'erma di Compiègne assomigliava molto al ritratto di Isocrate conservato al Villa Albani a Roma (nº 951) e a un'erma bifronte conservata al Museo archeologico nazionale di Atene (nº 538), avente i tratti di Isocrate e Senofonte: in definitiva, secondo lei, l'erma di Compiègne raffigurava Isocrate e una Musa, forse Clio o Polimnia, considerata, talvolta, Musa dell'oratoria.

## Giudizi critici

### Eloquenza

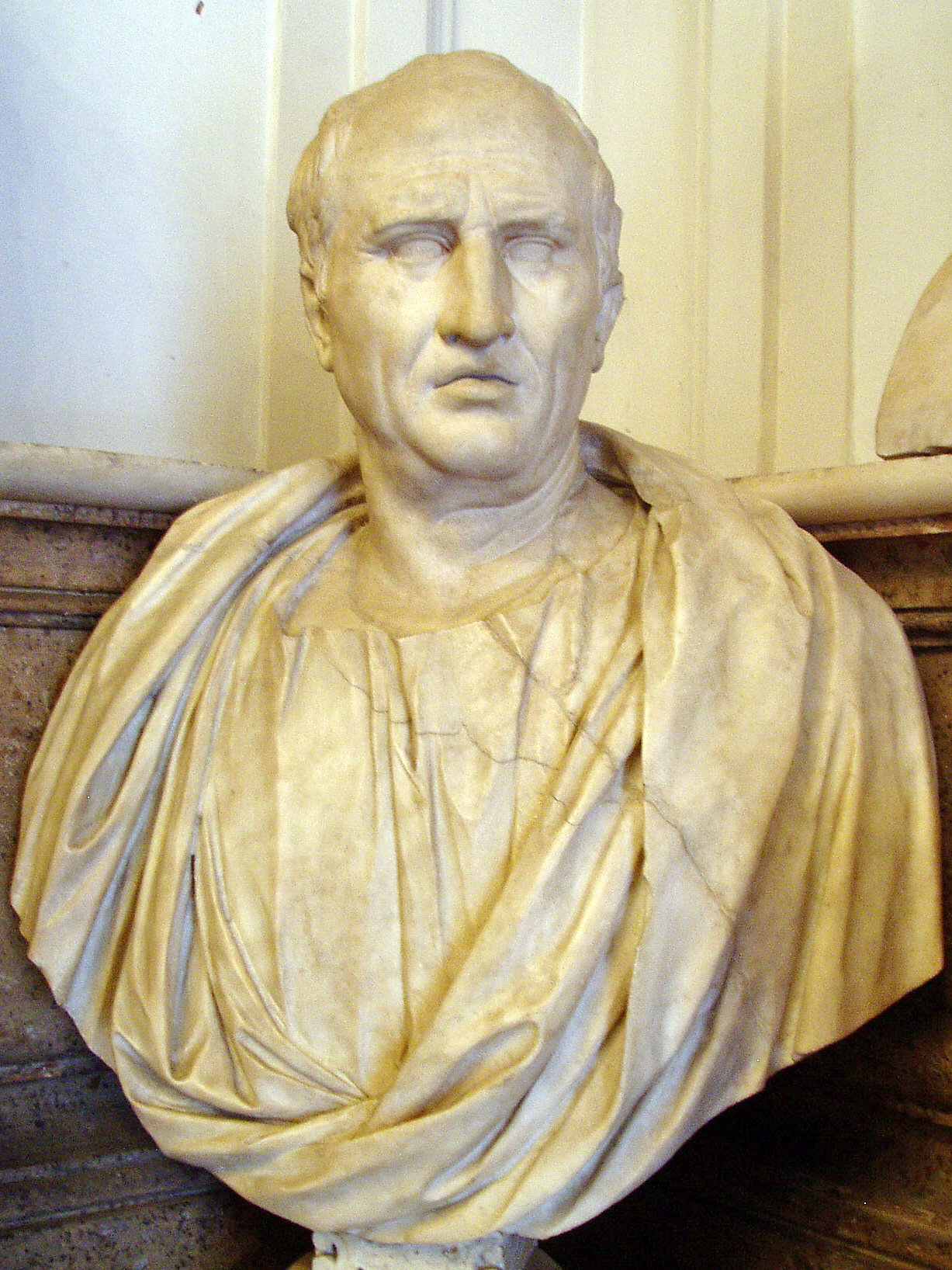
Marco Tullio Cicerone (busto romano in marmo ai Musei capitolini di Roma risalente a metà I secolo a.C., inv. MC 0589), importante seguace della scuola di Rodi e ammiratore di Iperide

#### Giudizi antichi
Nell'antichità i giudizi sull'eloquenza di Iperide furono contrastanti, anche se generalmente positivi.
- Aristofane di Bisanzio e Aristarco di Samotracia inclusero Iperide nel Canone alessandrino dei dieci oratori attici.[150]
- La scuola di Rodi (II secolo a.C.) fu quella che maggiormente apprezzò e imitò Iperide:[148] Dionigi di Alicarnasso affermò che Iperide fosse il modello stilistico degli oratori rodiesi seguaci di Artamene, Aristocle, Filagrio e Apollonio Molone,[151] e sostenne che fosse migliore di Lisia nella trattazione degli argomenti, anche se inferiore nella scelta dei vocaboli, apprezzandone in particolare le doti nel presentare i fatti e nel persuadere gli ascoltatori,[152] senza però, al pari di Lisia, adottare l'amplificatio garantita dai toni drammatici.[153]
- A Roma Iperide ebbe molti ammiratori:[154] Cicerone, legato alla scuola di Rodi, riconobbe Iperide come il miglior oratore per acumen[155] e lo lodò anche per la sua argutia,[156] ponendolo, assieme a Eschine e a Demostene,[157] come modello di oratore attico per il suo eloquio "composto e vario, urbano e scherzoso";[158] nel Satyricon si afferma che nessuno ha più raggiunto la gloria di Tucidide e di Iperide;[159] Quintiliano lo giudica dulcis e acutus, anche se ritiene la sua eloquenza più adatta a cause di importanza minore;[160] Publio Cornelio Tacito pone come primo oratore attico Demostene, ma indica come non molto inferiori a lui Eschine, Iperide, Lisia e Licurgo;[161] Plinio il Giovane cita Demostene, Eschine e Iperide come esponenti dell'oratoria a pieno titolo, in opposizione alla brevitas di Lisia.[162]
- Lo Pseudo-Plutarco si limitò a riferire che alcuni sostenevano che Iperide pronunciava le sue orazioni senza declamazione teatrale, limitandosi a esporre i fatti per non tediare i giudici,[54] che aveva superato tutti gli oratori nell'oratoria politica e che alcuni lo anteponevano a Demostene.[11]
- L'Anonimo del Sublime ricorda moltissimi pregi di Iperide: aveva tutte le qualità di Demostene, tranne la capacità di comporre ad arte il periodo, e i pregi e la grazia di Lisia; usava uno stile semplice e dolce, non monocorde come quello di Demostene; era dotato di ἀστεϊμός (asteimós: termine aristotelico traducibile con "concettosità, acutezza, vivacità, arguzia, [...] humour"[163]), di nobili sentimenti, di ironia, di sarcasmo spontaneo, di verve comica, di una grazia "inimitabile"; era abile nel suscitare pietà e nelle narrazioni favolose.[164] L'Anonimo del Sublime riconosce la bellezza dell'Epitaffio e anche di alcune orazioni su argomenti meno impegnativi, come la Per Frine e la Contro Atenogene, confermando però, laddove viene a trarre le conclusioni, la superiorità di Demostene, capace di "veemenza e potenza oratoria per gli altri irraggiungibile" e di scuotere l'ascoltatore, al contrario di Iperide, che secondo lui non portò mai alla perfezione nessuno dei suoi pregi ("nessuno prova paura leggendo Iperide").[165]
- Dione Crisostomo, pur considerando maestri dell'oratoria Demostene e Lisia, apprezzava Iperide ed Eschine per la semplicità delle loro figure retoriche e per la bellezza della loro dizione, non inferiore a quella di Demostene e Lisia.[166]
- Alessandro figlio di Numenio descrisse come caratteristica di Iperide il διασυρμός (diasurmós: cioè la tendenza "a gonfiare o rimpicciolire a dismisura le tesi dell'avversario fino a vanificarle nel ridicolo").[167][168]
- Nel II secolo d.C., invece, Iperide fu aspramente criticato dagli atticisti, in particolare per la lingua che usava.[148] Tra i critici si distinsero per virulenza Giulio Polluce, Frinico Arabio e soprattutto Ermogene di Tarso:[169] quest'ultimo, idealizzatore di Demostene, rimproverò a Iperide, oltre al lessico, "un'eccessiva grandiosità, rigida e non diluita", che gli impediva di integrare elementi come le descrizioni dei personaggi, ma questa critica, oltre a non trovare riscontro negli scrittori precedenti, mal si accorda con le orazioni di Iperide tuttora leggibili.[170]

#### Giudizi moderni
A partire dal XIX secolo, dopo la scoperta di frammenti delle sue orazioni, vari studiosi moderni hanno potuto esprimere un parere sulla sua eloquenza.
- John Frederic Dobson, nel 1919, ne diede un giudizio positivo: i suoi testi erano semplici, anche per la lingua adottata, e naturali come quelli di Lisia, il cui modo d'esprimersi era comunque, a suo avviso, più felice (anche se questo elemento è difficile da giudicare, visto l'esiguo numero di frammenti di Iperide pervenuti); faceva uso di periodi brevi, che permettevano agli ascoltatori di capire velocemente il pensiero da lui formulato; era particolarmente abile nell'inserire motti arguti e sarcastici, anche in sezioni serie, volti a ridicolizzare gli avversari, che venivano attaccati anche per questioni estranee al processo; nell'immedesimarsi nei suoi clienti era secondo solo a Demostene (ma anche qui è difficile giudicare, sempre per l'esiguità e la frammentarietà del corpus sopravvissuto).[171]
- Pierre Orsini, nel 1946, sostenne che Iperide era l'oratore ideale, dal punto di vista dei canoni dell'ateniese medio del IV secolo a.C.: mentre gli antichi rimproveravano a Demostene "la prolissità, il gestire ampolloso e le «lacrime facili»",[148] Iperide era, infatti, un tipico ateniese, connotato da una lingua parlata misurata e regolare, che gli avrebbe permesso di diventare l'oratore di maggior successo del suo tempo.[148][172]
- Maria Maykowska, nel 1951, ne diede un giudizio entusiastico: secondo la studiosa, infatti, Iperide rifiutava l'enfasi e sdrammatizzava l'atmosfera, sapeva operare una reductio ad minimum dell'argomento discusso, nell'argomentazione si concentrava su pochi punti e, dopo aver messo in crisi l'avversario, manteneva il vantaggio col sarcasmo e con i motti arguti. Con ciò spiega perché Iperide, a motivo della sua forza "nella logica argomentativa, nella ironia graffiante e nel rapido rilievo dei particolari",[173] non sortisce l'effetto sperato quando fosse necessario scrivere con scopi celebrativi, come nell'Epitaffio.[174][175]
- Carl Schneider nel 1962 definì Iperide "il primo avvocato in senso stretto della storia": anche se forse non sostituiva in tutto i suoi clienti in tribunale, ci si può dir certi che Iperide fu colui che esercitò con maggior continuità la professione di avvocato (da logografo e da sinegoro) tra gli oratori ateniesi con pieno diritto di cittadinanza.[173][176]
- George Kennedy, nel 1963, rimarcando la banalità di vari casi giudiziari trattati da Iperide, ma senza che ciò gli impedisse di apprezzare l'Epitaffio, sottolineò che Iperide, a differenza di Lisia e di Demostene, ma anche secondo i criteri della sua epoca, mancava di senso morale nella scelta dei suoi clienti.[173][177]
- Thomas B. Curtis, nel 1970, fece notare che Iperide conosceva le teorie retoriche di Aristotele e Anassimene, a lui contemporanei: nella Per Euxenippo applica l'ἐξέτασις (exétasis: cioè trova delle contraddizioni e delle debolezze nell'accusa per rafforzare la difesa del suo cliente); nella Per Licofrone usa la γνώμη (gnómē) come elemento probante (così prescrivevano, appunto, le teorie retoriche di Aristotele e Anassimene). Iperide, inoltre, anticipò o perlomeno influenzò la retorica tarda: nella Per Euxenippo, ad esempio, fa uso di un ἔφοδος (éphodos: parte dell'orazione che prepara l'esposizione dei fatti) che probabilmente costituì un modello originale per gli oratori posteriori. Curtis, in punto di tirare le somme, riconobbe a Iperide molti pregi: frase semplice, meno ricercata e statica rispetto a Lisia; capacità narrative ed etopeiche; abilità magistrale nell'inventio e nella dispositio; ironia e tatto, usati per indebolire gli avversari. In definitiva, Iperide si dimostra più sicuro ed efficace di Lisia (grazie alle tecniche retoriche del IV secolo a.C. e grazie alle sue doti personali) e, in senso più ampio, l'oratore ideale per i canoni del suo tempo (come aveva già sostenuto Orsini).[178][179]
- A. P. Dorjahn e W. D. Fairchild nel 1972 ipotizzarono che Iperide, ambasciatore in numerose occasioni per conto di Atene, dovesse essere abile nei dibattiti e nelle improvvisazioni, anche perché in alcune sue orazioni difensive si possono trovare dei punti non preventivati in precedenza.[180][181]
- Mario Marzi[19] nel 1977 definì Iperide "il più dotato, equilibrato e vario" tra gli oratori attici, secondo solo all'"incomparabile foga e potenza" di Demostene.[182]

### Lingua
Giudizi antichi
Nell'antichità anche i giudizi sulla lingua di Iperide furono generalmente positivi.
- Anche se Dionigi di Alicarnasso lo pone in secondo piano rispetto a Lisia in merito ad abilità nella scelta delle parole,[152] bisogna ricordare che l'attico di Lisia godeva nell'antichità di altissima considerazione, e quindi il suo giudizio su Iperide non è necessariamente da considerare negativo.[183]
- Quintiliano poneva Iperide tra gli autori attici.[184]
- L'Anonimo del Sublime non accenna al lessico usato da Iperide, quindi si può supporre che non concordasse col giudizio negativo degli atticisti.[183]
- Dione Crisostomo affermava esplicitamente che Eschine e Iperide non erano inferiori a Lisia e Demostene per l'eleganza del vocabolario.[166]
- Gli atticisti del II secolo d.C. espressero però aspre condanne nei confronti della lingua di Iperide: Ermogene di Tarso giudicò l'eloquenza di Iperide poco curata e il suo lessico stravagante e trascurato ed elencò, assieme a Frinico Arabio, Meride e Giulio Polluce, alcuni termini giudicati come non attici.[183]

Giudizi moderni
Nel XX secolo, dopo la riscoperta di Iperide nella seconda metà del XIX secolo, alcuni studiosi dedicarono degli studi approfonditi alla lingua usata da Iperide.
- Simon Kayser nel 1900 e Ludwig Bruner nel 1906 considerarono Iperide un autore attico, affermando che i pochi termini "non attici" presenti nelle orazioni superstiti erano impiegati per effetti stilistici.[185]
- Daniela Gromska nel 1927 concluse, basandosi sull'analisi di circa 200 forme e vocaboli, che Iperide si era allontanato dall'attico puro per accogliere elementi del sermo cotidianus attico, che in seguito confluirono nella koinè: l'uso di questi termini sarebbe stato intenzionale e avrebbe avuto come fine far apparire le orazioni pronunciate dai clienti di Iperide come naturali e quindi non artificiose.[186]
- Ulrich Pohle nel 1928 analizzò capillarmente tutti gli aspetti dell'oratoria di Iperide, concludendo che la fonetica e la morfologia evidenziavano il passaggio dall'attico alla koinè in modo molto più avanzato rispetto che nei testi di altri autori contemporanei; il lessico contiene più di 100 parole rare in attico e altre 200 "nuove o non attiche" (di cui 46 attestate per la prima volta in Iperide), la maggior parte delle quali probabilmente proveniva dalla lingua d'uso o volgare oppure veniva usata da Iperide nell'accezione popolare; la sintassi è ancora di stampo attico, pur con qualche tratto volgare.[187] In definitiva, definisce Iperide come un'importante testimonianza del passaggio dall'attico alla koinè.[188]
- A Pohle sono state rivolte alcune critiche: nel 1929 da una parte Pierre Chantraine osservò che alcuni aspetti fonetici e grammaticali potevano essere stati modernizzati da coloro che avevano compilato i papiri che hanno trasmesso le orazioni[188] e dall'altra Johannes Sykutris tentò di minimizzare i dati di Pohle, liquidando gran parte delle presunte forme ellenistiche o come opera degli scribi, o come termini non considerabili ellenistici (in quanto usati anche da Demostene e da Licurgo), o come termini provenienti dalla parlata corrente attica, o come termini tecnici;[189] l'anno successivo, nel 1930, Gaston Colin affermò che Pohle non aveva analizzato il rapporto tra la lingua e la natura delle orazioni.[188][190]
- E. Wolf nel 1956 notò un utilizzo più grossolano dei termini giuridici, impiegati con minore precisione concettuale e inseriti molto spesso all'inizio e alla fine delle orazioni per impressionare gli ascoltatori.[191]
- Enrica Salvaneschi nel 1972 ha sottolineato come una prova dell'avvicinarsi di Iperide alla koinè sia il fatto che, nei suoi testi, i verbi tendano ad avere significati più distanti da quelli denotativi e le preposizioni vengano usate sempre più di rado.[192]

## Orazioni
Nell'edizione integrale di Iperide da lui curata nel 1917, Jensen elencò i titoli di 71 orazioni, di cui sei conservate in buona parte e una totalmente. Di questi discorsi, cinque (le orazioni IX, XV, XVIII, XXI e XLIV) erano considerati spuri dai grammatici antichi, tre (le orazioni LII, XV, LXIV) furono pronunciati in organi deliberativi, un altro (l'orazione XIX, nota solo grazie a una citazione contenuta nella Per Euxenippo) fu letto in un'azione giudiziaria e il LVIII probabilmente non fu mai pronunciato in tribunale, dato che Filocrate andò in esilio prima del processo. La numerazione proposta e i titoli delle orazioni si attengono all'edizione curata da Marzi (1977), che seguì, non senza avanzare qualche critica, la numerazione di Jensen. Al contrario, le fonti antiche non concordano sul numero di orazioni scritte da Iperide: 77, di cui 52 autentiche, secondo lo Pseudo-Plutarco; 56 secondo la Suda, anche se Johannes van Meurs e Gottfried Bernhardy ritenevano che il testo fosse corrotto e volevano correggere in 52 per ottenere due dati identici.
Orazioni in gran parte integre
- I. Contro Demostene, sul denaro di Arpalo
- II. Difesa per Licofrone
- III. Per Eussenippo, difesa contro un'eisangelia promossa da Polieucto[Nota 3]
- IV. Contro Filippide
- V. Contro Atenogene (primo discorso)
- VI. Orazione funebre
- Contro Dionda[Nota 4]
- Contro Timandro[Nota 4]

Titoli di orazioni frammentarie o totalmente perdute
- I. Contro Atenogene (secondo discorso)
- II. Per Academo
- III. Contro Antia, discorso per un pupillo
- IV. Contro Apelleo, sul tesoro
- V. Contro Aristagora, per aprostasia (primo discorso)
- VI. Contro Aristagora, per aprostasia (secondo discorso)
- VII. Contro Aristogitone
- VIII. Contro Aristofonte, per proposta illegale
- IX. Per Arpalo
- X. Contro Archestratide
- XI. Contro Autocle, per tradimento
- XII. Contro Damippo
- XIII. Deliaco
- XIV. Contro Demade, per proposta illegale
- XV. Contro Demea, per usurpazione del diritto di cittadinanza
- XVI. Contro Demea
- XVII. Contro Demetria, per apostasia
- XVIII. Per il cittadino ascitizio
- XIX. Contro Diopite
- XX. Contro Dionda[Nota 4]
- XXI. Contro Doroteo
- XXII. Contro Epicle, su una casa
- XXIII. Sui privilegi di Eubulo
- XXIV. Ai Tasii
- XXV. Sull'eredità di Ippeo (primo discorso)
- XXVI. Sull'eredità di Ippeo (secondo discorso)
- XXVII. Per Callippo, contro gli Elei
- XXVIII. Contro Conone
- XXIX. Per Cratino
- XXX. Citniaco
- XXXI. Per i figli di Licurgo
- XXXII. Contro Lisidemo
- XXXIII. Contro Mantiteo, per vie di fatto
- XXXIV. Contro Midia, per proposta illegale
- XXXV. Per Mica
- XXXVI. Per Senippo
- XXXVII. Per Senofilo (primo discorso)
- XXXVIII. Per Senofilo (secondo discorso)
- XXXIX. Sui confini[Nota 5]
- XL. Su un acquedotto
- XLI. Contro Pancalo
- XLII. Contro Pasicle
- XLIII. Contro Pasicle, su un'antidosi
- XLIV. Contro Patrocle[, per lenocinio]
- XLV. Plataico[Nota 5]
- XLVI. Contro Polieucto, sul registro
- XLVII. Sulla nomina a stratego di Polieucto
- XLVIII. Contro Polieucto
- XLIX. Sull'eredità di Pirrandro (?)[Nota 6]
- L. Rodiaco
- LI. Per Simmia, contro Pitea e Licurgo
- LII. Sugli strateghi (?)[Nota 7]
- LIII. Discorso sul sinegoro
- LIV. Contro Timandra[Nota 4][Nota 8]
- LV. Sulle triremi (?)[Nota 6]
- LVI. Sull'avamposto contro gli Etruschi
- LVII. Contro Igienonte
- LVIII. Contro Filocrate. Eisangelia (?)[Nota 9]
- LIX. Per Formisio
- LX. Per Frine
- LXI. Per Cherefilo, sul pesce salato (primo discorso)
- LXII. Per Cherefilo, sul pesce salato (secondo discorso)
- LXIII. Contro Carete, discorso di tutela
- LXIV. Per Carete, sull'esercito mercenario al Tenaro
- LXV. Discorso di Chio (?)[Nota 10]

## Tradizione di Iperide

### Tradizione diretta di Iperide

#### Papiri di Iperide

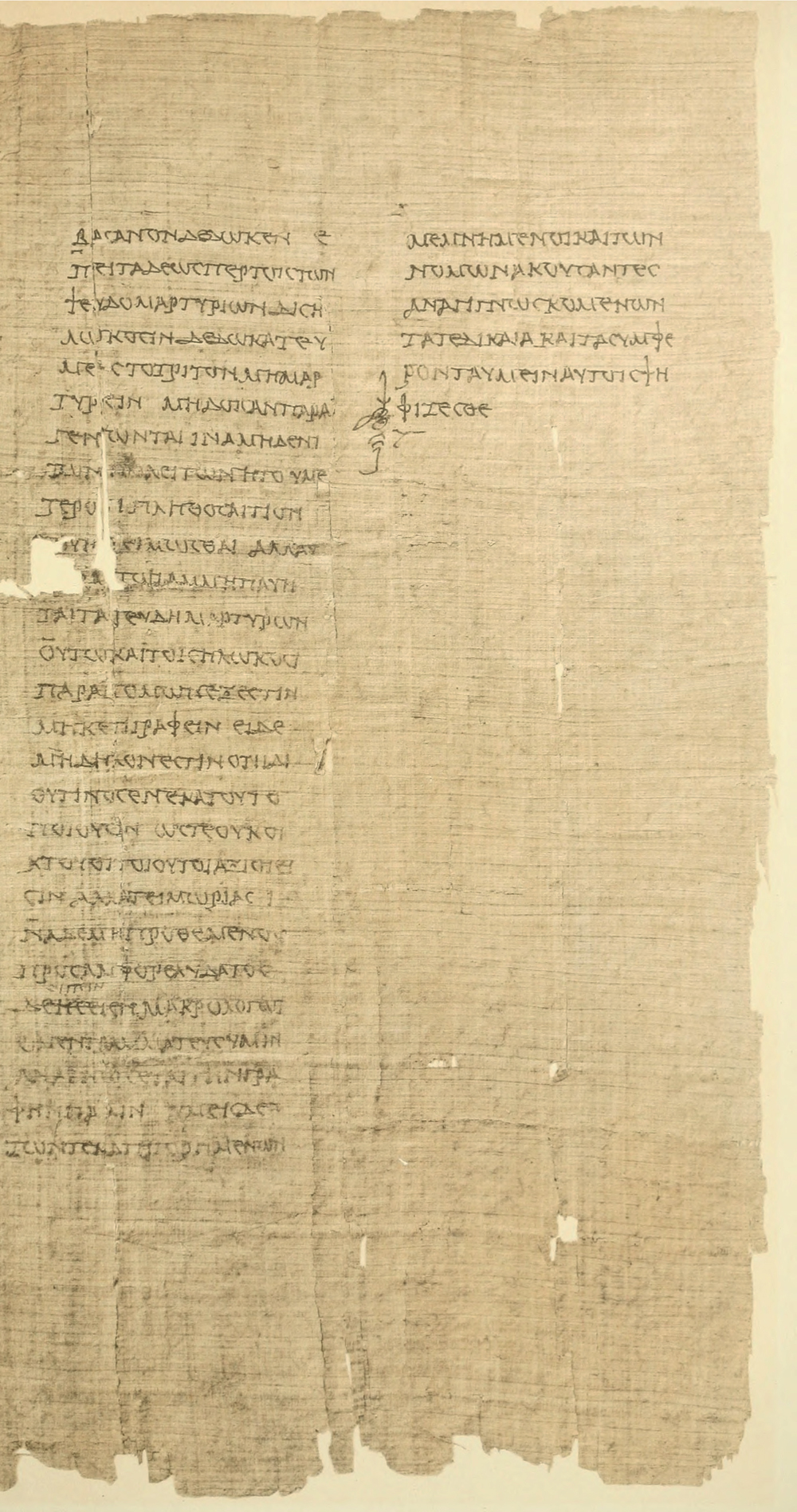
Colonne IX-X del papiro Londiniensis (P. Lit. Lond. 134)

I rotoli papiracei che nella seconda metà del XIX secolo hanno restituito la maggior parte del corpus Hyperidicum tramandato per tradizione diretta sono quattro, tutti, secondo gli studiosi che li hanno analizzati, scritti in Egitto in un lasso di tempo compreso tra il II secolo a.C. e il II secolo d.C.
- L'Ardenianus (P. Lit. Lond.[Nota 11] 132 = Brit. Mus. inv. 108+115 = Pack[Nota 12] 1233) o, dal nome dei primi proprietari, rotolo Harris-Arden, è stato datato:
  - da Friedrich Blass, sulla base della tipologia di corsiva dell'indice, al II secolo d.C.,
  - da Frederic George Kenyon, in base al fatto che l'indice poteva essere un'aggiunta posteriore, alla seconda metà del I secolo d.C.,
  - da Colin Henderson Roberts, in base al confronto della maiuscola con un documento del 125 d.C. circa, come già da Blass.

Ritrovato a Gournou, in Egitto, fu portato a Londra in più pezzi nel gennaio del 1847 da Joseph Arden, che acquistò la seconda parte del rotolo da alcuni scavatori arabi, e più tardi nello stesso anno da Anthony Charles Harris, che acquistò 32 frammenti della prima parte dal mercante italiano Castellari. Dopo la morte dei proprietari (rispettivamente scomparsi nel 1872 e nel 1879) quanto avevano acquistato del rotolo fu trasferito al British Museum per esservi conservato.
Contiene frammenti della Contro Demostene, frammenti e parte finale, per la lunghezza di 15 colonne, della Per Licofrone, il testo integrale della Per Euxenippo e, in alcune parti minori che sono state rinvenute successivamente, gli 8 frammenti Babington, i 13 frammenti Egger, conservati al Museo del Louvre (inv. 7169), i 5 frammenti Tancok, conservati alla Rossall School, i 6 frammenti Raphael, conservati al British Museum (inv. 108, 13). Il reperto noto come P. Jand 80, acquistato nel 1926 a Fayyum, conservato all'Università di Gießen (inv. 213) e contenente frammenti, per la lunghezza di due colonne, della Contro Demostene, faceva con buona probabilità parte dell'Ardesianus, anche se alcune annotazioni sul verso hanno creato dei dubbi.
Il papiro, che è scritto in modo elegante e chiaro, presenta pochi errori e, all'epoca della compilazione, fu molto realisticamente rivisto da un correttore.
- Lo Stobartianus (P. Lit. Lond.[Nota 11] 133 = Brit. Mus. inv. 98 = Pack[Nota 12] 1236) o papiro Stobart, certamente posteriore al 95 d.C. e forse databile al II secolo d.C., una volta ritrovato in Egitto, fu portato a Londra nel 1856 dal reverendo H. Stobart, che lo aveva acquistato dal medesimo mercante Castellari. Composto di 13 colonne e conservato al British Museum, contiene gran parte, finale escluso, dell'Epitaffio. Dal momento che è scritto in modo ineguale e serrato e non è stato rivisto da un correttore, il papiro presenta alcuni errori tanto grossolani che secondo Frederic George Kenyon potrebbe trattarsi di un "esercizio scolastico di trascrizione sotto dettatura".[198][203][204]
- Il Londiniensis (P. Lit. Lond.[Nota 11] 134 = Brit. Mus. inv.[Nota 13] 134 = Pack[Nota 12] 1234) o rotolo Londinese, datato tra il I secolo a.C. e il I secolo d.C., fu pubblicato da Frederic George Kenyon nel 1891. Conservato al British Museum e contenente frammenti e parte finale, per la lunghezza di 9 colonne, della Contro Filippide, presenta un esiguo numero di errori, è stato scritto in modo elegante e accurato e fu con ogni probabilità rivisto da un correttore.[205][206][207]
- Il Parisianus (Mus. Louvre 9331 e 10438 = Pack[Nota 12] 1235) o papiro Revillout, del II secolo a.C., fu ritrovato a Panopoli, in Egitto, e fu portato a Parigi in più pezzi da Eugène Revillout tra il 1888 e il 1890. Conservato al Louvre e contenente 17 colonne della Contro Atenogene, è stato scritto in modo largo e chiaro e, essendo stato rivisto da un correttore, presenta pochissimi errori.[207][208][209]

#### Pergamene di Iperide

##### Ipotesi di sopravvivenza in Ungheria
Non essendone sopravvissuta traccia, fino al 2004 non si sapeva se fossero esistite trascrizioni in codici di pergamena (tipologia di trasmissione delle opere di letteratura che subentrò solo successivamente ai papiri) dell'opera di Iperide e, eventualmente, quanti rotoli fossero stati copiati in codici di pergamena, operazione che, nel caso in cui fosse stata effettuata, veniva fatta risalire a un lasso di tempo compreso tra il II e il IV secolo d.C.
C'erano quattro testimonianze riguardanti l'esistenza di codici di Iperide, che, oggetto di seri dubbi e corpose discussioni, ne suggerirono, senza convincere la maggior parte degli esperti, l'esistenza in tempi antichi nell'area corrispondente all'attuale Ungheria: 
- nel IX secolo il patriarca Fozio di Costantinopoli affermò di aver letto numerose orazioni di tutti gli autori che aveva incluso nella sua Biblioteca, Iperide compreso;[150]
- nel XVI secolo l'umanista Johann Alexander Brassicanus sostenne, nella sua introduzione al De vero iudicio et providentia Dei di Salviano di Marsiglia, di aver visto nel 1525 nella Biblioteca del re d'Ungheria Mattia Corvino a Buda un codice di Iperide con ricchi scoli ("vidimus integrum Hyperidem cum locupletissimis scholiis, librum multis etiam censibus redimendum"), codice scomparso dopo l'occupazione turca del 1526;[150][210][211]
- nello stesso secolo due edizioni postume della Bibliotheca Universalis (datate rispettivamente al 1574 e al 1583) di Conrad Gessner riportarono, alla voce "Hyperides", l'esistenza di frammenti delle sue orazioni presso Paul Bornemissza, vescovo di Weissenburg e di altre località dell'Ungheria ("Hyperidis fragmenta quaedam orationum extant apud Paulum Bornemiza Episcopum in Hungaria");[202][212]
- nel 1748 John Taylor, nella sua prefazione a un'edizione di Demostene, scrisse di aver visto un manoscritto con alcune orazioni di Iperide.[202][211]

Sulla veridicità dell'affermazione di Fozio ci sono fondati dubbi e, per quanto riguarda quella del Brassicanus, Nigel Guy Wilson sostenne che era inverosimile l'esistenza di ricchi scoli per un autore come Iperide, il quale, molto probabilmente, non era studiato nelle scuole di retorica bizantine, tanto che Martin Hose, seguito da altri studiosi, ipotizzò che Brassicanus avesse confuso Iperide con Imerio. John Hogg ipotizzò che Taylor avesse visto lo stesso manoscritto del Brassicanus, mentre altri studiosi hanno pensato a un errore di Taylor.

##### Palinsesto di Archimede

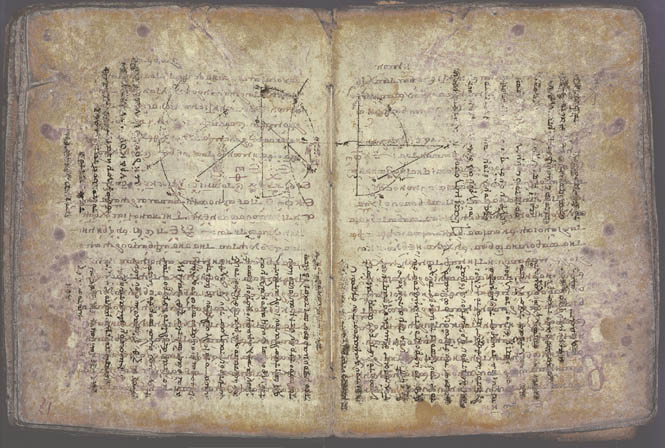
Una pagina del Palinsesto di Archimede: si intravede il testo del Sui corpi galleggianti di Archimede

Tra le orazioni dei dieci oratori attici del Canone alessandrino, quelle di Iperide erano considerate le uniche a non essere state tramandate da manoscritti medievali, in virtù del fatto che al tempo sembrava che l'ultima attestazione conosciuta risalisse al II/III secolo d.C.: questa è la datazione del P. Oxy. XLVII 3360 (LDAB 2428 = MP3 1236.01), che contiene titolo e incipit di alcune orazioni di Iperide e, quindi, attesta che forse in quell'epoca sopravvivessero ancora 64 orazioni. Fino al 2004 Iperide è stato dunque considerato "figlio dell'Egitto", dato che tutti i suoi testi conservati per tradizione diretta provenivano da quel Paese.
In quell'anno Natalie Tchernetska ha però annunciato di aver rinvenuto nel Palinsesto di Archimede (codice bizantino del 1229 composto da bifogli provenienti da più di sei manoscritti), tra i numerosi bifogli contenenti testi del matematico Archimede, cinque bifogli (135/138, 136/137, 144/145, 173/176, 174/175) con ampie sezioni delle orazioni di Iperide Contro Dionda e Contro Timandro: questa scoperta ha incrementato il corpus Hyperidicum del 20%.
In base ad alcuni esami paleografici, i bifogli di Iperide possono essere datati tra il X e l'XI secolo, attestandosi così come i meno antichi di tutto il palinsesto. La loro provenienza è più difficile da stabilire: le ipotesi riguardanti l'Italia meridionale e la Palestina non hanno prove a loro sostegno, con la conseguenza che la tesi più probabile resta quella di Costantinopoli, supportata dal fatto che il formato del manoscritto (32 righe per pagina, disposte su un'unica colonna) era stato sviluppato in questa città tra X e XI secolo.
Il manoscritto in questione poteva contenere un corpus pressoché completo delle orazioni di Iperide oppure, ben più verosimilmente, un'antologia retorica composta da una selezione di orazioni di più autori: come nel caso di altri oratori, solo alcune orazioni di Iperide sarebbero state selezionate per essere copiate, dato che esse erano scarsamente richieste. Infatti si può affermare che, dopo il III/IV secolo d.C., solo due commentatori di Ermogene di Tarso ebbero la possibilità di leggere direttamente Iperide e che quindi, per questo e per altri motivi, non si possa stabilire alcun legame certo tra i bifogli del Palinsesto di Archimede e l'affermazione di Fozio di aver letto delle orazioni di Iperide.

### Tradizione indiretta di Iperide
Gran parte dei frammenti di Iperide giunti per tradizione indiretta, circa 280 nell'edizione di Jensen (1917), provengono dai grammatici e dai lessicografi (principalmente Arpocrazione e Giulio Polluce), che citano singole parole o espressioni idiomatiche. Brani più ampi, solitamente proverbi, sentenze o esempi di figure retoriche, sono stati tramandati da alcuni scrittori cristiani, da Apsine e da Publio Rutilio Lupo, il quale tradusse in latino gli Σχῆματα Διανοίας καὶ Λέξεως (Schêmata Dianóias kài Léxeōs) di Gorgia, che citava Iperide.
Il fatto che un autore bizantino come Giovanni Diacono e Logoteta (che visse forse nell'XI secolo) citi un brano di Iperide ha indotto alcuni studiosi a pensare che nell'XI secolo le orazioni di Iperide circolassero negli ambienti bizantini, come potrebbe far pensare anche la scoperta dei bifogli contenuti nel Palinsesto di Archimede. Questa ipotesi, però, è stata smentita: Giovanni riprese in modo quasi letterale un brano del Περὶ στάσεων di Giorgio di Alessandria, retore del V secolo d.C. Risulta infatti possibile, ma non certo, che Giorgio avesse a disposizione un manoscritto in maiuscola contenente orazioni o perlomeno estratti di Iperide; altrimenti si può sostenere che Giorgio citasse Iperide liberamente, in modo non letterale.
Anche se alcuni hanno sostenuto che Massimo Planude potesse leggere direttamente il Deliaco, bisogna ricordare che attinse agli scritti di Siriano, filosofo del V secolo d.C., che si trovava con ogni probabilità nella stessa condizione in cui si trovava il suo contemporaneo Giorgio di Cappadocia: forse poteva ancora leggere orazioni di Iperide, forse solo degli estratti.
Allo stato attuale non ci sono prove della sopravvivenza dei testi di Iperide, al di fuori delle antologie retoriche, oltre il V secolo d.C. (epoca in cui vissero Giorgio e Siriano): questo dato, assieme all'assenza di lessici o commentari papiracei, può essere indizio, al contrario dell'ipotesi sopra indicata, di una scarsa circolazione dei testi di Iperide, influenzata negativamente dai giudizi poco benevoli degli atticisti del II/III secolo, e in particolare di Ermogene, che ebbe un ruolo cruciale nelle scuole di retorica bizantine. In particolare, il Palinsesto di Archimede, che viene quindi giudicato da Giuseppe Ucciardello come un caso isolato e per di più improduttivo dal punto di vista filologico, non dimostra che le orazioni di Iperide circolassero correntemente nell'Impero bizantino.

## Edizioni complessive
Si elencano le edizioni complessive di Iperide, precedenti la scoperta del palinsesto di Archimede. Per le edizioni di singole orazioni, si rimanda rispettivamente alle voci Contro Demostene, Contro Filippide, Epitaffio, Per Euxenippo, Per Licofrone.
- (GRC) Orationes quattuor cum ceterarum fragmentis, edidit Fridericus Blass, Lipsiae, in aedibus B.G. Teubneri, 1869.
- (GRC) Orationes sex cum ceterarum fragmentis, edidit Fridericus Blass, editio tertia insigniter aucta, Lipsiae, in aedibus B.G. Teubneri, 1894.
- (GRC) Orationes et fragmenta, recognovit brevique adnotatione critica instruxit F(rederic) G(eorge) Kenyon, Oxonii, e typographeo Clarendoniano, [1906].
- (GRC) Orationes sex cum ceterarum fragmentis, post Fridericum Blass papyris denuo collatis edidit Christianus Jensen, Lipsiae, in aedibus B.G. Teubneri, 1917.
- (GRC, FR) Discours, texte établi et publié par Gaston Colin, Paris, Société d'édition Les Belles Lettres, 1946.
- (GRC, EN) Hyperides, in Minor Attic Orators, vol. 2, with an English translation by J(ohn) O(rmiston) Burtt, London, William Heinemann, 1954,  pp. 361-605.
- (GRC, EL) Λόγοι, genikē eisagōgē eis ton Hypereidēn, archaion keimenon, krit. hypomnēma, metaphrasis, sēmeiōseis, epigraphikon hypomnēma, a cura di Al.N. Oikonomidēs e K.Th. Arapopoulos, En Athēnais, Papyros, 1958-1964.
- (GRC, IT) Mario Marzi (a cura di), Iperide, in Mario Marzi, Pietro Leone e Enrica Malcovati (a cura di), Oratori attici minori, vol. 1: Iperide, Eschine, Licurgo, Torino, Unione Tipografico-Editrice Torinese, 1977,  pp. 8-328, ISBN 88-02-02633-5.
- (EN) The Forensic Speeches, Introduction, Translation and Commentary by David Whitehead, Oxford, Oxford University Press, 2000, ISBN 0-19-815218-3.